# Empis falcata
Empis falcata är en tvåvingeart som beskrevs av Axel Leonard Melander 1902. Empis falcata ingår i släktet Empis och familjen dansflugor. Inga underarter finns listade i Catalogue of Life.